# Cheilanthes induta
Cheilanthes induta är en kantbräkenväxtart som beskrevs av Kze. Cheilanthes induta ingår i släktet Cheilanthes och familjen Pteridaceae. Inga underarter finns listade.